# Mount Buller, Victoria (ort)
Mount Buller är en ort i Australien. Den ligger i delstaten Victoria, omkring 150 kilometer nordost om delstatshuvudstaden Melbourne. Antalet invånare är 251.
Runt Mount Buller är det mycket glesbefolkat, med 2 invånare per kvadratkilometer.. Det finns inga andra samhällen i närheten. 
I omgivningarna runt Mount Buller växer i huvudsak städsegrön lövskog. Genomsnittlig årsnederbörd är 1 627 millimeter. Den regnigaste månaden är juni, med i genomsnitt 193 mm nederbörd, och den torraste är januari, med 71 mm nederbörd.